# Bruno Alves
Bruno Eduardo Regufe Alves ComM (Póvoa de Varzim, 27 de novembro de 1981) é um ex-futebolista português que atuava como zagueiro.

## Carreira
Zagueiro forte e alto, tinha como principal característica a força física e o bom cabeceio. Formado nas categorias de base do Varzim Sport Clube, foi para os juniores do Porto, passando, assim, sucessivamente por diversos empréstimos (Farense, Vitória de Guimarães e AEK Atenas), com os quais se tornou numa peça importante da equipe oriental pelo então treinador Fernando Santos. Esta passagem valeu-lhe um retorno ao Porto, naquela altura treinado por Co Adriaanse, apesar de o mesmo ter optado que este não jogasse muitas das vezes.
Com a chegada de Jesualdo Ferreira, ganhou o lugar na equipe titular ao lado de Pepe, superando Ricardo Costa e João Paulo Andrade na luta pela titularidade.

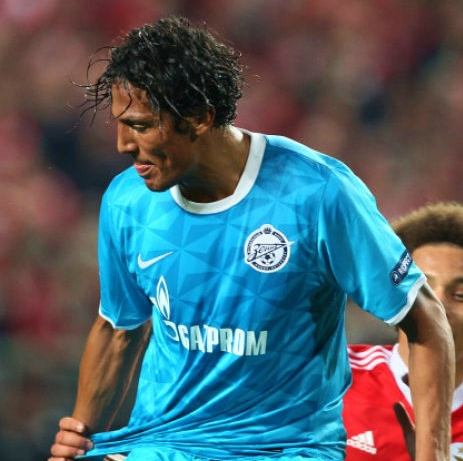
Bruno pelo Zenit em 2015

No dia 3 de agosto de 2010, o Porto comunicou à CMVM um princípio de acordo com o Zenit referente à transferência do zagueiro pelo valor de 22 milhões de euros.
Bruno Alves permaneceu na equipe russa até 2013, quando foi contratado pelo Fenerbahçe em junho. No total, atuou em 101 jogos e marcou cinco gols pelo clube. Deixou o Fenerbahçe em junho de 2016, assinando um contrato válido por duas temporadas o Cagliari, equipe que havia retornado à Serie A. Após uma temporada pelo Rangers, da Escócia, retornou ao futebol italiano e passou a defender o Parma na temporada 2018–19.

## Seleção Nacional
Após ter representado Portugal nas categorias Sub-20, Sub-21 e Sub-23, Bruno Alves estreou pela Seleção Portuguesa principal no dia 5 de junho de 2007, num amistoso contra o Kuwait. No ano seguinte foi convocado por Luiz Felipe Scolari para a disputa da Euro 2008.
No dia 10 de julho de 2016, foi feito Comendador da Ordem do Mérito.

## Vida pessoal
Bruno Alves é filho do ex-futebolista brasileiro Washington Alves, e sobrinho do falecido Geraldo, que atuou pelo Flamengo na década de 1970.

## Estatísticas

### Gols pela Seleção
|     | Data                   | Cidade                              | Adversário           | Resultado | Competição                                  |
| --- | ---------------------- | ----------------------------------- | -------------------- | --------- | ------------------------------------------- |
| 1.  | 13 de outubro de 2007  | Estádio Tofik Bakhramov, Baku       | Azerbaijão           | 2–0       | Eliminatórias da Euro 2008                  |
| 2.  | 20 de agosto de 2008   | Estádio Municipal de Aveiro, Aveiro | Ilhas Faroé          | 5–0       | Amistoso                                    |
| 3.  | 31 de março de 2009    | Estádio de la Pontaise, Lausana     | África do Sul        | 2–0       | Amistoso                                    |
| 4.  | 6 de junho de 2009     | Estádio Qemal Stafa, Tirana         | Albânia              | 2–1       | Eliminatórias da Copa do Mundo FIFA de 2010 |
| 5.  | 14 de novembro de 2009 | Estádio da Luz, Lisboa              | Bósnia e Herzegovina | 1–0       | Eliminatórias da Copa do Mundo FIFA de 2010 |
| 6.  | 11 de setembro de 2012 | Estádio Municipal de Braga, Braga   | Azerbaijão           | 3–0       | Eliminatórias da Copa do Mundo FIFA de 2014 |
| 7.  | 22 de março de 2013    | Estádio Ramat Gan, Ramat Gan        | Israel               | 3–3       | Eliminatórias da Copa do Mundo FIFA de 2014 |
| 8.  | 26 de março de 2013    | Estádio Tofiq Bahramov, Baku        | Azerbaijão           | 2–0       | Eliminatórias da Copa do Mundo FIFA de 2014 |
| 9.  | 6 de setembro de 2013  | Parque de Windsor, Belfast          | Irlanda do Norte     | 4–2       | Eliminatórias da Copa do Mundo FIFA de 2014 |
| 10. | 6 de junho de 2014     | Gillette Stadium, Foxborough        | México               | 1–0       | Amistoso                                    |
| 11. | 13 de novembro de 2016 | Estádio Algarve, Faro               | Letónia              | 4–1       | Eliminatórias da Copa do Mundo FIFA de 2018 |

## Títulos
Porto
- Primeira Liga: 2005–06, 2006–07, 2007–08 e 2008–09
- Taça de Portugal: 2005–06, 2008–09 e 2009–10
- Supertaça Cândido de Oliveira: 2006 e 2009

Zenit
- Premier League Russa: 2010 e 2011–12
- Supercopa da Rússia: 2011

Fenerbahçe
- Süper Lig: 2013–14
- Supercopa da Turquia: 2014

Seleção Portuguesa
- Torneio Internacional de Toulon: 2001
- Eurocopa: 2016

### Prêmios individuais
- Futebolista do Ano da Primeira Liga: 2008–09